# Drasteriodes kaszabi
Drasteriodes kaszabi är en fjärilsart som beskrevs av Edward P. Wiltshire 1967. Drasteriodes kaszabi ingår i släktet Drasteriodes och familjen nattflyn. Inga underarter finns listade i Catalogue of Life.